# 松林線
松林線（ソンリムせん）は、朝鮮民主主義人民共和国黄海北道黄州郡にある黄州駅から松林市にある松林青年駅までを結ぶ鉄道路線である。

## 路線データ
- 路線距離：黄州～松林青年間13.1km
- 駅数：3（両端駅を含む）
- 軌間：1435mm
- 電化区間：黄州駅～長川里駅（直流3000V）
- 複線区間：なし

## 概要
大韓帝国時代に日本陸軍が軍事上の必要により敷設した京義線兼二浦支線を原型としている。

## 歴史
- 1905年11月1日：開業。この時点では貨客混合列車により軍用品輸送の傍ら一般旅客の輸送も行う形態であった[2]。
- 1908年4月1日：正式に旅客営業開始[3]。
- 1915年12月5日：長川里駅開業[4]。

## 駅一覧
- 駅所在地は全線黄海北道内。

| 駅名                  | 駅名                  | 駅名                          | 駅間キロ (km) | 累計キロ (km) | 接続路線             | 所在地 |
| 日本語                | 朝鮮語                | 英語                          | 駅間キロ (km) | 累計キロ (km) | 接続路線             | 所在地 |
| --------------------- | --------------------- | ----------------------------- | ------------- | ------------- | -------------------- | ------ |
| 黄州駅 (黄海黄州駅)   | 황주역 (황해황주역)   | Hwangju (Hwanghae Hwangju)    | 0.0           | 0.0           | 北朝鮮鉄道省：平釜線 | 黄州郡 |
| 長川里駅              | 장천리역              | Changch'ŏl-li                 | 6.7           | 6.7           |                      | 黄州郡 |
| 松林青年駅 (兼二浦駅) | 송림청년역 (겸이포역) | Songrim Ch'ŏngnyŏn (Kyŏmip'o) | 6.4           | 13.1          |                      | 松林市 |

## 参考資料
- 国分隼人 著『将軍様の鉄道 北朝鮮鉄道事情』新潮社、2007年。ISBN 978-4-10-303731-6。